# Clorofosfato de dimetila
Clorofosfato de dimetila ou [cloro(metóxi)fosforil]oximetano é o composto orgânico, o éster de dimetila do ácido clorofosfórico, de fórmula química C2H6ClO3P e massa molecular 144,49. É classificado com o número CAS 813-77-4.